# Александровка (Никольский район)
 Александровка  — деревня Никольского района Пензенской области. Входит в состав Ильминского сельсовета.

## География
Находится в северо-восточной части Пензенской области на расстоянии приблизительно 33 км на запад-северо-запад по прямой от районного центра города Никольск на правом берегу Суры.

## История
Основана помещиком в целях сплава древесины, в 1864 году при деревне имелась пристань. Перед отменой крепостного права деревня Александровка показана за графиней Софьей Ивановной Борх, 198 ревизских душ крестьян. Входила в состав Ильминской волости Городищенского уезда. В 1911 году 110 дворов, водяная мельница, 2 лавки. В 1955 году центральная усадьба колхоза «Красная Сура». В 2004 году — 34 хозяйства.

## Население
Численность населения: 419 человек (1864), 625 (1911), 608 (1926), 604 (1930), 433 (1959), 218 (1979), 128 (1989), 103 (1996). Население составляло 159 человек (русские 99 %) в 2002 году, 44 в 2010.